# Thérèse Oulton
Thérèse Oulton née en 1953 est une peintre et graveuse britannique.

## Biographie
Née dans le Shropshire, Oulton étudie à la fin des années 1970 à la Saint Martin's School of Art, et ensuite à la Royal College of Art.
Le travail de Oulton est essentiellement abstrait, bien qu'à ses débuts il ressemble souvent à un paysage rocheux. Plus tard, les œuvres, souvent exécutées dans une épaisse pâte, deviennent des compositions abstraites complexes avec des surfaces soigneusement travaillées.
Un certain nombre des œuvres postérieures de Oulton utilisent des répétitions d'images avec souvent de légères variations entre les répétitions.
En 1987, Oulton est l'une des premières artistes femmes nommées pour le Prix Turner. Elle est représentée par la Galerie Marlborough.
Ses œuvres figurent dans plusieurs collections publiques, y compris celles du Dallas Museum of Art, Metropolitan Museum of Art, de la Tate Gallery, la collection d'Art du gouvernement britannique, la Collection d'Art du British Council.